# Woskowniczek północny
Woskowniczek północny (Ceraceomyces borealis (Romell) J. Erikss. & Ryvarden) – gatunek grzybów z rzędu Amylocorticiales.

## Systematyka i nazewnictwo
Pozycja w klasyfikacji według Index Fungorum: Ceraceomyces, Amylocorticiaceae, Amylocorticiales, Agaricomycetidae, Agaricomycetes, Agaricomycotina, Basidiomycota, Fungi.
Po raz pierwszy opisał go w 1911 roku Lars Romell, nadając mu nazwę Merulius borealis. W 1973 r. Jakob Eriksson i Leif Ryvarden przenieśli go do rodzaju Ceraceomyces. Synonimy:
- Athelia borealis (Romell) Parmasto 1967
- Merulius borealis Romell 1911
- Merulius gyrosus Burt 1917
- Serpula borealis (Romell) Zmitr. 2001
- Serpulomyces borealis (Romell) Zmitr. 2002

Polską nazwę zaproponował Władysław Wojewoda w 2003 r.

## Morfologia
Owocnik
Rozpostarty, rozproszony, o wymiarach do 13 × 6 cm i grubości średnio 0,8 mm. Brzeg w stanie świeżym biały, w eksykatach białawy, błoniasty, cienki, luźno przyczepiony, na szerokości 2(–4) mm z pasmami strzępek. Hymenium w stanie świeżym kremowe, w eksykatach ochrowe do brązowawego lub rzadko ciemniejsze, często plamiste, błyszczące lub nieco oprószone, w pobliżu brzegu przeźroczyste, często spękane, skorupiaste, pomarszczone do nieco grudkowatego, czasami z losowo rozmieszczonymi fałdami o szerokości około 0,5 mm i wysokości 0,7 mm, nie tworzące dołków. Kontekst biały lub białawy, jednorodny, o grubości około 0,7 mm.
Cechy mikroskopowe
System strzępkowy monomityczny. Strzępki w kontekście luźno ułożone, szkliste, zewnętrzne rzadko krystalicznie inkrustowane, z widocznymi sprzążkami, cienkościenne lub w niektórych okazach sporadycznie dość grubościenne, o średnicy 2–7,5(–9) µm. W subhymenium strzępki ciasno upakowane, ogólnie wykazujące pogrubienie, brak cystyd, ale szczegóły budowy często niejasne z powodu gęstych, ziarnistych osadów. Podstawki smukło-maczugowate, 20–33 × 4–5,5 µm. Bazydiospory 4,5–7(–8,5) × 1,5–2(–2,5) µm, wrzecionowate do cylindrycznych, w profilu wklęsłe lub wygięte w podstawie, z widocznym, szerokim, tępym wyrostkiem wnęki, często przylegające w grupach po dwa do czterech zarodników. Ściana bazydiospor w KOH szklista, w kwasie mlekowym niebieska, gładka, nieamyloidalna.

## Występowanie i siedlisko
Podano stanowiska na wszystkich kontynentach poza Antarktydą i Australią. W Polsce do 2003 r. znane było tylko jedno stanowisko podane przez Stanisława Domańskiego w 1967 r. w Białowieskim Parku Narodowym. W. Wojewoda przytoczył je z uwagą, że rozprzestrzenienie tego gatunki i stopień jego zagrożenia w Polsce nie są znane. W późniejszych latach podano kilka jego nowych stanowisk. W internetowym atlasie grzybów znajduje się na liście gatunków rzadkich, wartych objęcia ochroną.
Nadrzewny grzyb saprotroficzny. Występuje w lasach na martwym drewnie drzew liściastych i iglastych. Najczęściej notowany na brzozach, topolach, dębach, jodłach, świerkach i sosnach. Powoduje brunatną zgniliznę drewna.